# Amalthea Signum Verlag
Der Amalthea Signum Verlag ist ein österreichischer Buchverlag mit Sitz in Wien. Er gehört zur Verlagsgruppe Franckh-Kosmos. Der Amalthea Verlag wurde 1917 von Heinrich Studer mit Sitz in Wien, Leipzig und Zürich gegründet. Der Name steht für die griechische Mythengestalt Amaltheia. Österreichische Geschichte gilt als die erfolgreiche Domäne des Verlages. Einen Schwerpunkt bilden neben Biografien und Autobiografien aus Theater, Musik und Politik auch Titel aus den Bereichen Belletristik und Humor. Im Durchschnitt erscheinen bei Amalthea 20–30 Titel pro Jahr.

## Geschichte

### Gründung
Im Sommer 1917, mitten im Ersten Weltkrieg, gründete der 28-jährige Schweizer Jurist Heinrich Studer in Leipzig den Amalthea Verlag. Schon kurz darauf verlegte er den Firmensitz nach Wien. Am 5. März 1918 erhielt er laut Erlass der kaiserlich-königlichen niederösterreichischen Statthalterei die Konzession zum Betrieb einer Buchhandlung, beschränkt auf den Verlag von Werken schöngeistiger Literatur unter Ausschluss eines offenen Ladengeschäftes im Standort Wien. Von Beginn an gab Heinrich Studer jährlich einen Verlagsalmanach heraus. Von diesem ließ Studer neben der schlichten Ausgabe auch einige wenige Exemplare auf Büttenpapier drucken und in Halbpergament, Ganzpergament, in Halb- oder Ganzleder binden. Der letzte Almanach erschien 1957 zum vierzigjährigen Bestandsjubiläum des Verlages.
Zu den ersten Autoren des Verlages zählten Arthur Trebitsch, der Lyriker Benno Geiger, der k. u. k. Hofschauspieler Harry Walden, Alfred Grünewald, Hermann Bahr, Adalbert Stifter und Franz Theodor Csokor. Der Verlag spezialisierte sich auf Prachtausgaben und veröffentlichte großformatige Luxusausgaben mit vielfarbigen Farbdrucken, wie zum Beispiel Schweizer Landschaften von Lovis Corinth mit fünf Original-Lithografien, die im Sommer 1924 entstanden sind.

### Krisenzeit
Wenige Wochen nach der Übersiedelung von Leipzig nach Wien zog der Verlag ein Haus weiter. Im August 1921 verlegte der Verlag seinen Standort neuerlich in den dritten Wiener Gemeindebezirk und 1928 schließlich in die Argentinierstraße. Im Juli 1922 änderte der Alleininhaber Studer die Firmenbezeichnung von „Amalthea Verlag“ auf „Amalthea Verlag Inhaber Dr. Heinrich Studer“. Bis 1931 beschäftigte der Verlag 30 Mitarbeiter. In der Zwischenkriegszeit gehörte der Amalthea Verlag zu den produktivsten österreichischen Verlagsunternehmen. Bereits im Herbst 1926 konnte er auf rund 180 Werke in einer Gesamtauflage von ca. 700.000 Bänden verweisen. Bis 1947 war die Produktion auf 600 Verlagstitel angewachsen.
Doch der Verlag warf wenig Gewinn ab. Die Gründe für diese Krise des Verlages, die schließlich 1932 in den Ausgleich mündete und Studer sein Vorstandsmandat im Verein der österreichischen Buch-, Kunst- und Musikalienhändler niederlegen ließ, war die wirtschaftliche Lage, die den deutschsprachigen Buchhandel insgesamt schwer traf. Vor allem der Absatz teurer Bücher litt darunter, und der Amalthea Verlag hatte sich auf Prachtausgaben spezialisiert. Zu spüren bekam der Verlag auch die Konkurrenz der so genannten Volksausgaben, weshalb der Amalthea Verlag die Preise seiner alten Bestände um 40–60 % senken musste, um konkurrenzfähig zu bleiben. Studer gab schließlich seine Abneigung gegen Volksausgaben auf und brachte Oskar von Wertheimers Kleopatra und Max Ronges Kriegs- und Industriespionage zum Preis von je 3,75 RM auf den Markt. Der frühere Ladenpreis hat 13,50 bzw. 16,00 RM betragen. Wertheimers Kleopatra zählt zu den größten Verkaufserfolgen des Verlages. Erstmals 1930 erschienen, wurde der historische Roman in zehn Sprachen übersetzt und erreichte eine Gesamtauflage von über 500.000 Exemplaren.

### Aufschwung
Schon in den ersten Tätigkeitsjahren änderte Studer, der nach eigener Aussage eine antimarxistische Kulturpolitik betrieb, sein ursprüngliches Programm mit vorwiegend Belletristik österreichischer und Schweizer Autoren und legte seinen Schwerpunkt auf historische Werke für gehobene Schichten. Er gestaltete zwei Serien, die Amalthea-Bücherei und die Kleine Amalthea-Bücherei. In der Amalthea-Bücherei erschienen literatur- und kulturhistorische, reich illustrierte Monografien von Autoren wie Hermann Bahr, Benedetto Croce, Richard von Schaukal und die zum Klassiker gewordenen Alt-Wiener Musikstätten von Karl Kobald.
Die Kleine Amalthea-Bücherei stellte eine Sammlung der bedeutendsten Kleinkunstwerke der Weltliteratur dar, versehen mit Bildern und Grafiken bekannter Künstler, z. B. anakreontische Lieder in einer Auswahl nach Eduard Mörike mit acht Originallithografien von Otto Friedrich. 
1923 eröffnete der Verlag eine weitere Reihe: Amalthea-Damen-Brevier, die den Untertitel „Kleinodien der Liebe“ trug.
Ein Schwerpunkt im Verlagsprogramm wurden Musikerbiografien. Zu den Klassikern zählten Mozart von Erich Schenk und Beethoven von Karl Kobald. Zum Programm gehörten bald auch historische Romane und Herrscherbiografien wie die erste Kaiserin-Elisabeth-Biografie von Egon Cäsar Conte Corti (1938). Autobiografien bildeten einen weiteren Programmschwerpunkt. Großes Aufsehen erregte 1926 Geist und Gesicht des Bolschewismus von René Fülöp Miller. Winston S. Churchill veröffentlichte 1928 bei Amalthea Die Weltkrisis 1916 bis 1918, übersetzt von Graf Hans Czernin und C. Zell.
1924 übernahm der Verlag die Wiener Drucke, die sich mit der Kultur des alten Österreich und des alten Wien befassten, darunter der Alt-Wiener Kalender und ein von Egon Friedell herausgegebener Nestroy-Band.
Eine verlegerische Leistung Studers war die deutsch-italienische Ausgabe von Dantes Göttlicher Komödie zum 600. Todestag des Dichters, deren Preis sich im Frühjahr 1924 in der Ganzpergamentausgabe auf 5 Millionen Kronen belief. Ein Roman kostete im Vergleich dazu durchschnittlich 30.000 Kronen. Die Ausgabe war mit Buchschmuck und 60 Originalaquarellen von Franz von Bayros ausgestattet. Die Luxusausgabe in Halbpergament war auf 1100 nummerierte und vom Künstler
handsignierte Exemplare begrenzt.
Der Verlag hatte bis Anfang der 1930er Jahre beträchtliche Einnahmen aus Übersetzungsrechten, vor allem aus den USA, die sich infolge der Wirtschaftskrise deutlich verringerten. Eugen Lennhoffs Erfolgstitel Die Freimaurer erschienen in einer spanischen und einer tschechischen Ausgabe. 1932 folgte vom selben Autor gemeinsam mit Oskar Posner das Internationale Freimaurerlexikon. Noch im August 2000 gab der Verlag von diesem wohl erfolgreichsten Amalthea-Titel eine Neuausgabe in der Bearbeitung von Dieter A. Binder heraus.

### Zweiter Weltkrieg
Der Verlag veröffentlichte die Zeitschrift Belvedere, Monatsschrift für Kunstfreunde und Sammler, anfangs herausgegeben von Heinrich Studer, seit den 1930er Jahren von Alfred Stix, dem damaligen Direktor der Albertina. Die Zeitschrift wurde während des Zweiten Weltkriegs eingestellt.
Nach dem Anschluss Österreichs im März 1938 vernichtete die Gestapo in Leipzig und Wien Verlagswerke jüdischer und monarchistischer Autoren sowie Titel über Russland. Bei einem Fliegerangriff auf Leipzig am 4. Dezember 1943 verlor der Verlag sein Retensionslager. Das Verlagsarchiv, Studers Privatbibliothek mit über tausend Bänden sowie seine Wiener Wohnung fielen Brand und Plünderung zum Opfer.
1940 zog die Firma an den Schwarzenbergplatz. An dieser Adresse blieb der Verlag bis zu Studers Tod im Januar 1961.

### Besitzerwechsel
Im Oktober 1962 ging das Unternehmen auf den Münchner Verleger Herbert Fleissner über. 1966 wurde der Geschäftssitz vom Schwarzenbergplatz an den unweit gelegenen Heumarkt gegenüber dem Stadtpark verlegt. Die historische Ausstattung der heutigen Verlagsräume bietet ein originalgetreues Bild der Lebenskultur des späten Historismus. Von den Stuckaturen und Holzvertäfelungen bis hin zu den Lustern, Tapeten, Teppichen und dem Mobiliar entsprechen alle Details der ursprünglichen Einrichtung. Als neues Programmsegment kam die Satire hinzu.

### Übernahme des Signum Verlags
2002 übernahm Amalthea den 1978 in Wien als Hausverlag der Industriellenvereinigung gegründeten Signum Verlag, der auf Sach- und Fachbücher für Wirtschaft und Politik spezialisiert war, samt deren Reihen zum Verkaufsmanagement. Seit 2002 firmiert die GmbH als „Amalthea Signum Verlag“.

### Programmschwerpunkte
Brigitte Sinhuber-Harenberg, die bereits von München aus für das Programm und die Aktivitäten des Amalthea Verlages zuständig war, hat ihn ab ihrer Rückkehr nach Wien von 2005 bis 2014 eigenverantwortlich geleitet. Das Programm wurde in dieser Zeit wesentlich erweitert. Weiter galt der selbst gestellte Anspruch, ein spezifisch österreichischer Verlag zu sein, der sich vor allem der Vermittlung österreichischer Kultur und Geschichte auch an ein junges Publikum verpflichtet fühlt, mit Autoren wie Georg Markus, Brigitte Hamann, Gerhard Tötschinger, Dietmar Grieser, Martina Winkelhofer, Sigrid-Maria Größing. Besonderes Gewicht legte Brigitte Sinhuber-Harenberg darauf, die Erinnerungen bedeutender österreichischer Persönlichkeiten festzuhalten wie unter anderen Otto Schenk, Peter Weck, Erni Mangold, Peter Simonischek, Maria Happel, Heinz Marecek, Helmut Zilk, Felix Dvorak, Clemens Unterreiner.
Auch im Kabarettbereich wird die österreichische Tradition gewahrt mit Klassikern wie den Büchern von Karl Farkas, Hugo Wiener, Helmut Qualtinger und mit den Bestsellern von Michael Niavarani, Gunkl, Florian Scheuba, Joesi Prokopetz.

### Der heutige Verlag
Der Verlag gehört zur Franckh-Kosmos Verlags-GmbH & Co. KG, deren Geschäftsführer Michael Fleissner ist. Die Leitung übernahm 2017 Katarzyna Lutecka. Das Programm gliedert sich in die Bereiche Belletristik, Sachbuch und Biografien. Unter den Autoren finden sich Radek Knapp, Michael Schottenberg, Danielle Spera, Reinhold Bilgeri, Marie-Theres Arnbom, Piotr Beczała, Arik Brauer und Georg Markus.